# Seeley Lake
Seeley Lake és una concentració de població designada pel cens dels Estats Units a l'estat de Montana. Segons el cens del 2000 tenia 1.436 habitants.

## Demografia
Segons el cens del 2000, Seeley Lake tenia 1.436 habitants, 589 habitatges, i 411 famílies. La densitat de població era de 50,9 habitants per km².
Dels 589 habitatges en un 29,2% hi vivien nens de menys de 18 anys, en un 59,4% hi vivien parelles casades, en un 5,1% dones solteres, i en un 30,1% no eren unitats familiars. En el 24,3% dels habitatges hi vivien persones soles el 6,3% de les quals corresponia a persones de 65 anys o més que vivien soles. El nombre mitjà de persones vivint en cada habitatge era de 2,44 i el nombre mitjà de persones que vivien en cada família era de 2,89.
Per edats la població es repartia de la següent manera: un 25,3% tenia menys de 18 anys, un 5,2% entre 18 i 24, un 28,3% entre 25 i 44, un 29,5% de 45 a 60 i un 11,8% 65 anys o més.
L'edat mediana era de 41 anys. Per cada 100 dones de 18 o més anys hi havia 112,1 homes.
La renda mediana per habitatge era de 35.101 $ i la renda mediana per família de 38.188 $. Els homes tenien una renda mediana de 30.000 $ mentre que les dones 18.269 $. La renda per capita de la població era de 18.825 $. Aproximadament el 7% de les famílies i el 10,6% de la població estaven per davall del llindar de pobresa.

## Poblacions més properes
El següent diagrama mostra les poblacions més properes.